# 트랜스포머: 어스스파크
트랜스포머: 어스스파크(Transformers: EarthSpark)는 해즈브로의 트랜스포머 장난감 라인을 기반으로 한 애니메이션 어린이 TV 시리즈이다. 스트리밍 서비스 파라마운트+와 자매 케이블 네트워크 니켈로디언을 위해 데일 말리노프스키(Dale Malinowski), 앤트 워드(Ant Ward), 니콜 두벅(Nicole Dubuc)이 개발했다. 이 시리즈는 2022년 11월 11일에 첫 방송되었으며 엔터테인먼트 원이 니켈로디언 애니메이션 스튜디오와 협력하여 제작했으며 애니메이션 서비스는 아이콘 크리에이티브 스튜디오(Icon Creative Studio)에서 제공했다. 해즈브로 엔터테인먼트에서 제작한 두 번째 시즌이 2024년 6월 7일에 방영되었다.